# Clermont, Iowa
Clermont är en ort i Fayette County i delstaten Iowa, USA.